# Brian Eno
Brian Eno, volledig Brian Peter George St. John le Baptiste de la Salle Eno (Woodbridge (Suffolk), 15 mei 1948) is een Britse muziekproducent en elektronisch muzikant.

## Geschiedenis
Zijn eerste stappen zette Eno bij de glamourband Roxy Music (1972/1973), waarna hij aan een solocarrière begon (1973). De eerste lp's bevatten nog vocale liedjes, maar gaandeweg legde Eno zich meer en meer toe op minimale muziek. Deze koers mondde uiteindelijk ook uit in de eerste ambient muziek, ontstaan op zijn ziekbed (een vriend zette een lp op, terwijl ook de geluiden van de straat erdoorheen klonken). Veel hedendaagse ambient-producers zien hem als de grondlegger van het genre.
In 1979 nam hij het beroemde album No New York op met een viertal No wave artiesten: Lydia Lunch, James Chance & the Contortions, DNA en Mars. Hij stond menig ander muzikant bij: David Bowie (Low, "Heroes" en Lodger en 1.Outside), Talking Heads, Genesis, Devo, U2, Coldplay (Viva La Vida). In 1983 werkte hij met David Byrne aan de muziek voor Innostress, een dansstuk van de Israëlische choreograaf Ohad Naharin uitgevoerd door de Batsheva Dance Company, later ook door het Nederlands Dans Theater (november 1989) in Den Haag.
Sinds 1984 is hij de welhaast onafscheidelijke partner van Daniel Lanois als producer van U2. In 1995 maakten Eno en U2 onder de gezamenlijke naam Passengers het album Original Soundtracks No. 1. Hiervan werd één single uitgebracht, namelijk Miss Sarajevo, een duet met Luciano Pavarotti.
Brian Eno, die een Belgische moeder heeft, is een groot fan van Arabische rock en gaf in het kader daarvan in 2005 concerten in Londen, Parijs, Moskou en Sint-Petersburg, samen met onder meer Rachid Taha, Imogen Heap en Nitin Sawhney. Deze concerten werden gegeven voor de Stop the War Coalition, tegen de Irakoorlog.
In mei 2009 ontwierp Brian Eno een audiovisuele installatie die geprojecteerd wordt op het Sydney Opera House aan de haven van Sydney. 77 Million Paintings is de naam van het steeds wisselende kleur- en vormexperiment.
Hij was op 7 september 2018 een van de tientallen artiesten uit allerlei landen die zijn handtekening zette onder een open brief in de Engelse krant The Guardian gericht aan de organisatoren van het Eurovisiesongfestival dat in 2019 gehouden zou gaan worden in Israël, de winnaar uit 2018. In de brief vraagt men dringend het songfestival in een ander land te houden waar de mensenrechten beter geëerbiedigd worden: Zolang de Palestijnen geen vrijheid, gerechtigheid en gelijke rechten genieten, kan er geen sprake zijn van "business as usual" met een staat die hen hun basisrechten onthoudt.

## Het Microsoft-geluid
In 1994 werd Eno benaderd door ontwerpers Mark Malamud en Erik Gavriluk om muziek te componeren voor het Windows 95-project. Eno bedacht 84 stukken, en het resultaat is bekend als het zes seconden durende opstartgeluid van het Windows 95-besturingssysteem.

## Discografie (selectie)
| Jaar | Album                                     | Opmerking                                                                         |
| ---- | ----------------------------------------- | --------------------------------------------------------------------------------- |
| 1973 | Here Come the Warm Jets                   | Island Records 87 665 IT                                                          |
| 1973 | No Pussyfooting                           | in samenwerking met gitarist Robert Fripp                                         |
| 1974 | Taking Tiger Mountain (By Strategy)       |                                                                                   |
| 1975 | Another Green World                       | Island Records ILPS 9351                                                          |
| 1975 | Discreet Music                            | ook een samenwerking met Robert Fripp; uitgebracht op Eno's eigen Obscure Records |
| 1975 | Evening Star                              | ook een samenwerking met Robert Fripp                                             |
| 1977 | Before and After Science                  |                                                                                   |
| 1978 | Ambient 1: Music for Airports             |                                                                                   |
| 1978 | Music for Films                           |                                                                                   |
| 1980 | Ambient 2: The Plateaux of Mirror         | in samenwerking met Harold Budd                                                   |
| 1980 | Ambient 3: Day of Radiance                | in samenwerking met Laraaji Nanananda                                             |
| 1980 | Fourth World, Vol. 1: Possible Musics     | in samenwerking met Jon Hassell                                                   |
| 1981 | My Life in the Bush of Ghosts             | in samenwerking met David Byrne van Talking Heads                                 |
| 1982 | Ambient 4: On Land                        |                                                                                   |
| 1983 | Apollo: Atmospheres and Soundtracks       | in samenwerking met Roger Eno en Daniel Lanois                                    |
| 1992 | Nerve Net                                 |                                                                                   |
| 1994 | Windows Welcome Music                     | voor Windows 95                                                                   |
| 1995 | Original Soundtracks No. 1                | met U2 onder het gezamenlijke pseudoniem Passengers                               |
| 2008 | Everything That Happens Will Happen Today |                                                                                   |
| 2010 | Small Craft on a Milk Sea                 | met Jon Hopkins en Leo Abrahams                                                   |
| 2012 | Lux                                       |                                                                                   |
| 2016 | The Ship                                  |                                                                                   |
| 2017 | Reflection                                |                                                                                   |
| 2020 | Mixing colours                            | samen met broer Roger Eno                                                         |
| 2022 | FOREVERANDEVERNOMORE                      |                                                                                   |
| 2023 | Secret Life                               | met Fred Again                                                                    |
| 2024 | Sushi. Roti. Reibekuchen                  | met Holger Czukay en J. Peter Schwalm                                             |
| 2025 | Lateral                                   | met Beatie Wolfe                                                                  |
| 2025 | Luminal                                   | met Beatie Wolfe                                                                  |